# Čerepovecký rajón
Čerepovec rajón (rusky Череповецкий район) je jeden z rajónů Vologdské oblasti v Rusku. Jeho administrativním centrem je město Čerepovec, které však není jeho součástí, ale tvoří smaostatný městský okruh. V roce 2010 žilo v rajónu 38 086 obyvatel.

## Geografie
Rajón leží na jihozápadě Vologdské oblasti a sousedí s Tverskou a Jaroslavskou oblastí. Jeho rozloha je 7640 km². Ja jihu rajónu se nachází Rybinská přehrada. Skládá se ze šestnácti vesnických samosprávných obvodů.
Sousední rajóny:
- sever – Belozerský rajón
- severovýchod – Kirillovský rajón
- východ – Šeksninský rajón
- jihovýchod – Pošechonský rajón (Jaroslavská oblast)
- jih – Brejtovský rajón (Jaroslavská oblast)
- jihozápad – Vesjegonský rajón (Tverská oblast)
- západ – Ustjuženský rajón
- severozápad – Kadujský rajón